# Дел Норте (окръг, Калифорния)
Дел Норте (на английски: Del Norte) е окръг в Калифорния, САЩ.
Граничи на север с щата Орегон. Окръжният му център е град Кресънт Сити.

## Население
Дел Норте е с население от 27 507 души (2000).
Някои от населените места в окръга са: Форт Дик, Патрик Крийк, Дъглас Парк, Дарлингтония и Смит Ривър.

## География
Дел Норте е с обща площ от 3185 кв. км. (1230 кв. мили).

## История
Окръгът е основан през 1857 г. на част от територията на окръг Кламат, съществувал от 1851 до 1874 г.